# Centro Cultural Oscar Niemeyer
O Centro Cultural Oscar Niemeyer, também conhecido como CCON e NIE, é um complexo de espaços culturais situado na avenida Deputado Jamel Cecílio, Quadra Gleba, Lote 01, nº 4 490, Setor Fazenda Gameleira, na região sudoeste da cidade de Goiânia, em Goiás, no Brasil. Teve sua inauguração em 30 de março de 2006. 
Atualmente, o complexo é composto pela Esplanada da Cultura, praça de 26 mil metros quadrados destinada a exposições, apresentações artísticas, eventos e shows. Enquanto os outros edifícios são volumes geométricos de concreto, o prédio da biblioteca é uma caixa de vidro com fachada fumê - intencionalmente escura para reforçar o contraste com o branco do MAC – Museu de Arte Contemporânea e do Palácio da Música e com o grande triângulo vermelho do Monumento aos Direitos Humanos. Neste espaço de 700 metros quadrados, há um auditório para 170 lugares, jardim de inverno e salão de exposições. Conta com dois acessos pelas rodovias GO-020 e BR-153, linhas de transporte coletivo, heliponto e 470 vagas para estacionamento.

## Instalações e homenagens
Apesar de levar o nome do arquiteto carioca, o Centro Cultural homenageia grandes artistas goianos em todas suas instalações. Alguns membros eram contra o nome do Oscar, mas era importante prestar esta homenagem a este grande arquiteto, que foi decisivo para o estado de Goiás, justificou Chaul.
Outro homenageado não goiano é o ex-presidente do Brasil Juscelino Kubitschek. O mineiro dá nome à Esplanada Cultural, uma grande placa de concreto que abriga todos os edifícios. 
Niemeyer, que não estava presente à ocasião, declarou que o que mais o agrada no projeto é exatamente a Esplanada Cultural Juscelino Kubitschek, "por seu aspecto inovador". João Niemeyer, sobrinho do arquiteto, representou o tio e também coordenou e supervisionou o projeto de criação e construção do espaço. 
O principal prédio do Centro Cultural é o da Biblioteca, que presta homenagem a Bernardo Élis, o único escritor goiano a pertencer à Academia Brasileira de Letras; e a J.J. Veiga, que se dividia entre Corumbá, sua terra natal, e Pirenópolis, que escolheu para viver. Por último, o terceiro homenageado pela biblioteca é o historiador e pesquisador Paulo Bertran. Com cerca de dez mil metros quadrados, a o prédio da biblioteca possui três pavimentos sobre pilotis, com um auditório com 135 lugares e terraço, que abriga um restaurante com vista panorâmica.
Em seguida, surge o MAC – Museu de Arte Contemporânea, que possui quatro mil metros quadrados que compreendem uma galeria de arte, sala administrativa, térreo, mezanino e pavimento para exposições.

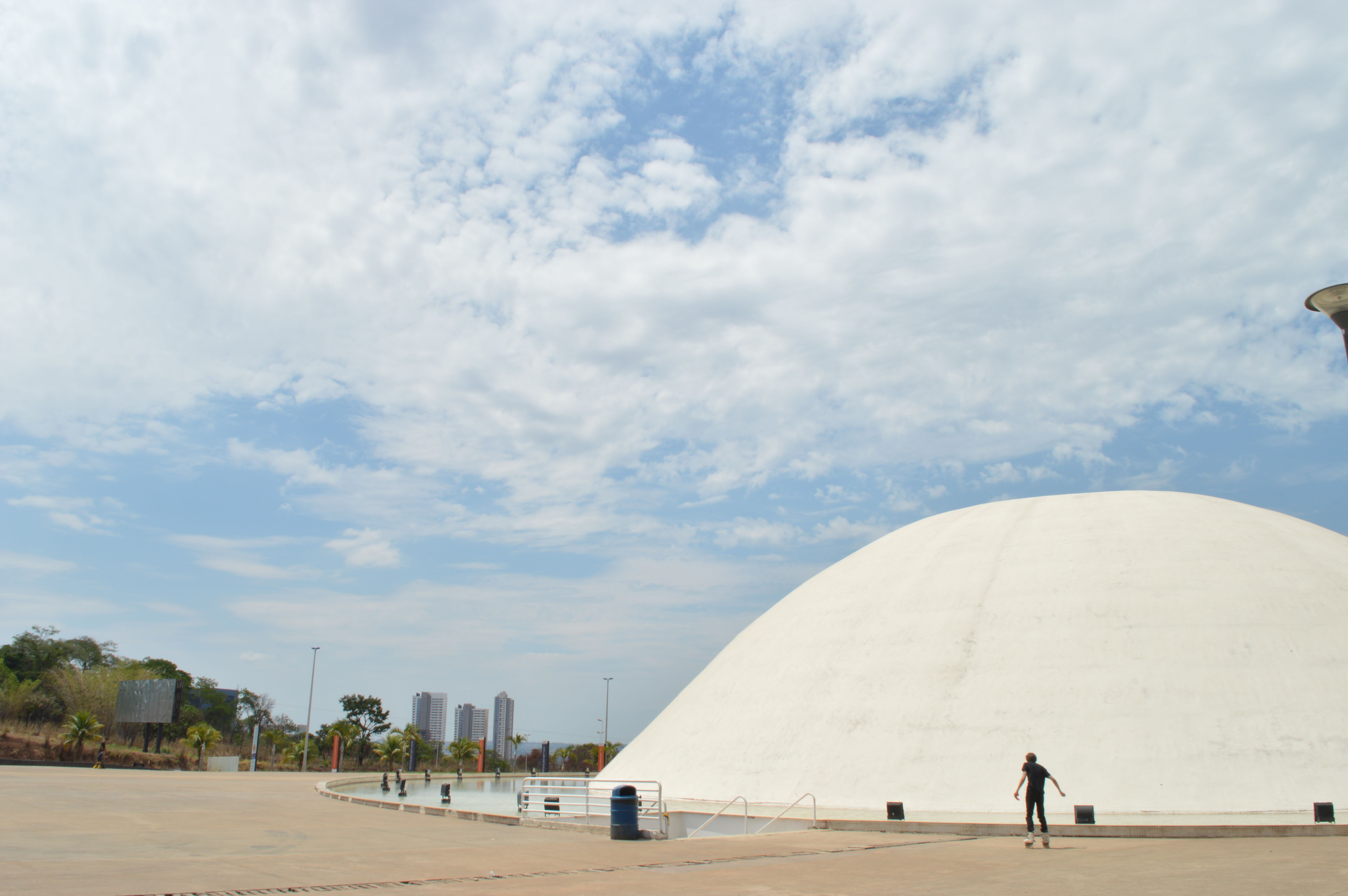
O Palácio da Música do Centro Cultural Oscar Niemeyer.

### Palácio da Música
O Palácio da Música Belkiss Spenziere é o terceiro edifício do conjunto e ostenta traços que se tornaram grandes símbolos da obra de Niemeyer. O concreto armado tão característico do mestre da arquitetura modernista dá forma ao esférico palácio, que, em sete mil metros quadrados, abriga um teatro com mais de 1,5 mil lugares, com fosso de orquestra, camarotes para 284 lugares e bar. A goiana Belkiss, falecida em 2005, foi uma das mais notáveis pianistas e estudiosas da música brasileira. Se tornou a sede da Orquestra Filarmônica de Goiás.
Em seguida, o Monumento aos Direitos Humanos, o quarto edifício, também faz jus às formas que tornaram os traços do arquiteto e "escultor monumental" tão fáceis de serem reconhecidos. Com 700 metros quadrados de área, o monumento abriga um auditório de 700 lugares, jardim de inverno e salão de exposições. Nas palavras de Niemeyer, "um grande triângulo vermelho que confere ao projeto a importância desejada".